# Европско првенство у атлетици у дворани 2005 — 3.000 метара за мушкарце
Такмичење у дисциплини трчања на 3.000 метара у мушкој конкуренцији на Европском првенству у атлетици у дворани 2005. одржано је у Дворани спортова у Мадриду 4. и 5. марта 2005. године.
Титулу освојену у Бечу 2002, није одбранио Алберто Гарсија из Шпаније.

## Земље учеснице
Учествовало је 19 такмичара из 9 земаља.
1. Аустрија (2)
2. Ирска (2)
3. Италија (1)
4. Русија (3)
5. Словенија (1)
6. Уједињено Краљевство (3)
7. Француска (2)
8. Шведска (2)
9. Шпанија (3)

## Сатница
| Датум   | Време |               |
| ------- | ----- | ------------- |
| 4. март | 10:55 | Квалификације |
| 5. март | 20:15 | Финале        |

## Рекорди
| Рекорди пре почетка Европског првенства 2005. | Рекорди пре почетка Европског првенства 2005. | Рекорди пре почетка Европског првенства 2005. | Рекорди пре почетка Европског првенства 2005. | Рекорди пре почетка Европског првенства 2005. |
| --------------------------------------------- | --------------------------------------------- | --------------------------------------------- | --------------------------------------------- | --------------------------------------------- |
| Светски рекорд                                | Данијел Комен Кенија                          | 7:24,90                                       | Будимпешта, Мађарска                          | 6. фебруар 1998                               |
| Европски рекорд                               | Алберто Гарсија Шпанија                       | 7:32,98                                       | Севиља, Шпанија                               | 22. фебруар 2003                              |
| Рекорди европских првенстава                  | Алберто Гарсија Шпанија                       | 7:43,89                                       | Беч, Аустрија                                 | 2. март 2002                                  |
| Најбољи светски резултат сезоне у дворани     | Алистер Крег Ирска                            | 7:39,89                                       | Бостон, САД                                   | 29. јануар 2005                               |
| Европски рекорд сезоне у дворани              | Алистер Крег Ирска                            | 7:39,89                                       | Бостон, САД                                   | 29. јануар 2005                               |

## Најбољи европски резултати у 2005. години
Десет најбољих европских атлетичара на 3.000 метара у дворани 2007. године пре почетка првенства (4. марта 2005), имали су следећи пласман на европској и светској ранг листи. (СРЛ),
| 1.  | Алистер Крег          | Ирска     | 7:39,89 | 29. јануар  | 1. СРЛ  |
| 2.  | Рејез Естевез         | Шпанија   | 7:43,80 | 15. фебруар | 6. СРЛ  |
| 3.  | Гинтер Вајдлигер      | Аустрија  | 7:44,32 | 15. фебруар | 7. СРЛ  |
| 4.  | Марк Керол            | Ирска     | 7:46,60 | 21. јануар  | 9. СРЛ  |
| 5.  | Хуан Карлос Хигуеро   | Шпанија   | 7:48,46 | 12. фебруар | 13. СРЛ |
| 6.  | Ерик Сјоквист         | Шведска   | 7:50,11 | 15. фебруар | 15. СРЛ |
| 7.  | Антонио Давид Хименез | Шпанија   | 7:50,94 | 29. јануар  | 18. СРЛ |
| 8.  | Павел Шаповалов       | Русија    | 7:51,61 | 23. јануар  | 19. СРЛ |
| 9.  | Henrik Skoog          | Шведска   | 7:51,77 | 15. фебруар | 21. СРЛ |
| 10. | Vincent Le Dauphin    | Француска | 7:52,78 | 15. фебруар | 25. СРЛ |

Такмичари чија су имена подебљана учествовали су на ЕП 2007.

## Освајачи медаља
|                    |                                |                       |
| Алистер Крег Ирска | Џон Мајок Уједињено Краљевство | Рејез Естевез Шпанија |

## Резултати

### Квалификације
Атлетичари су били подељени у две групе. У финале су се пласирала по 4 првопласираних из сваке групе (КВ) и 4 на основу постигнутог резултата (кв).
| Плас. | Група | Атлетичар               | Земља                | Резултат | Белешка |
| ----- | ----- | ----------------------- | -------------------- | -------- | ------- |
| 1.    | 2     | Рејез Естевез           | Шпанија              | 7:54,63  | КВ      |
| 2.    | 2     | Џон Мајок               | Уједињено Краљевство | 7:54,83  | КВ, ЛРС |
| 3.    | 1     | Алистер Крег            | Ирска                | 7:54,91  | КВ      |
| 4.    | 2     | Гинтер Вајдлигер        | Аустрија             | 7:54,94  | КВ      |
| 5.    | 1     | Мохамед Фара            | Уједињено Краљевство | 7:54,99  | КВ, ЛР  |
| 6.    | 2     | Марк Керол              | Ирска                | 7:54,72  | КВ      |
| 7.    | 1     | Mokhtar Benhari         | Француска            | 7:55,34  | КВ      |
| 8.    | 1     | Сергеј Иванов           | Русија               | 7:55,51  | КВ, ЛР  |
| 9.    | 2     | Павел Шаповалов         | Русија               | 7:55,78  | кв      |
| 10.   | 1     | Павел Наумов            | Русија               | 7:56,66  | кв      |
| 11.   | 1     | Мартин Прел             | Аустрија             | 7:58,45  | кв      |
| 12.   | 2     | Henrik Skoog            | Шведска              | 7:58,82  | кв      |
| 13.   | 1     | Ерик Сјоквист           | Шведска              | 7:59,71  |         |
| 14.   | 2     | Vincent Le Dauphin      | Француска            | 8:00,07  |         |
| 15.   | 1     | Франциско Хавијер Алвес | Шпанија              | 8:01,22  |         |
| 16.   | 1     | Антонио Давид Хименез   | Шпанија              | 8:04,44  |         |
| 17.   | 2     | Козимо Калијандро       | Италија              | 8:09,93  |         |
| 18.   | 2     | Andy Baddeley           | Уједињено Краљевство | 8:11,20  |         |
| 19.   | 2     | Боштјан Буч             | Словенија            | 8:09,32  | НЗ      |

### Финале
| Плас. | Атлетичар        | Држава               | Време   | Белешка |
| ----- | ---------------- | -------------------- | ------- | ------- |
|       | Алистер Крег     | Ирска                | 7:46,32 |         |
|       | Џон Мајок        | Уједињено Краљевство | 7:51,46 | ЛРС     |
|       | Рејез Естевез    | Шпанија              | 7:51,65 |         |
| 4.    | Гинтер Вајдлигер | Аустрија             | 7:52,35 |         |
| 5.    | Павел Шаповалов  | Русија               | 7:53,95 |         |
| 6.    | Мохамед Фара     | Уједињено Краљевство | 7:54,08 | ЛР      |
| 7.    | Mokhtar Benhari  | Француска            | 7:57,27 |         |
| 8.    | Мартин Прел      | Аустрија             | 7:57,37 |         |
| 9.    | Марк Керол       | Ирска                | 7:57,56 |         |
| 10.   | Henrik Skoog     | Шведска              | 7:58,02 |         |
| 11.   | Павел Наумов     | Русија               | 8:06,38 |         |
| 12.   | Сергеј Иванов    | Русија               | 8:14,97 |         |